# 坡平尹氏
坡平尹氏是朝鮮半島的尹姓本貫，在朝鮮半島的众多尹氏家族中佔有最大的比率。始祖尹莘達。
坡平尹氏历代名人辈出，以下为其中比較著名的人物：
- 尹瓘，高麗時代名臣，官至守太保、門下侍中
- 貞熹王后，朝鮮世祖王妃、成宗時大王大妃
- 貞顯王后，朝鮮成宗第三任王妃、中宗時大妃
- 尹任
- 章敬王后，朝鮮中宗第二任王妃、 仁宗生母
- 尹之任
  - 尹元老
  - 尹元衡，朝鮮王朝外戚及權臣，曾任領議政
  - 文定王后，朝鮮中宗第三任王妃、明宗時大王大妃
- 尹奉吉，朝鮮獨立運動人物
- 尹锡悦，大韓民國第20任總統
- 尹白南，朝鲜半岛剧作家鼻祖、早期电影先驱、导演。
- 尹東柱，詩人
- 尹度雲，樂隊DAY6鼓手
- 尹敏洙，樂隊Vibe歌手
- 尹淨漢，偶像SEVENTEEN成員
- 尹汝貞，演員，首位獲得奧斯卡金像獎與英國電影學院獎的韓國籍演員